# SENT (通信プロトコル)
SAE J2716 SENT（Single Edge Nibble Transmission）プロトコルは、センサからコントローラに信号値を送信するためのポイント・ツー・ポイント方式。低いシステムコストで高精細なデータを送信することを目的としている。

## ハードウェア
SENTプロトコルは、信号線（低状態 < 0.5 V、高状態 > 4.1 V）、供給電圧線（5 V）、および接地線（0 V）の3本のワイヤーを必要とする一方向の非同期電圧インターフェース。SENTはパルス幅変調を使用してシンボル毎に4ビット（1ニブル）を符号化する。
SENTの時間の基本単位はティックと呼ばれ、送信者のオプションでティックは3〜90 µsの範囲になる。各メッセージの前には、ティック長のフレーミングとキャリブレーションのための56ティックの高周期のキャリブレーションパルスがある。キャリブレーションパルスの後、各ニブルは固定幅の低信号で送信され、その後に可変長の高周期が続く。低周期の長さは5（またはそれ以上）ティックであるが、高周期は12〜27ティック（0〜15の範囲のニブルを表す）の間で変化する（ここで、長さは立ち下がりエッジ間の合計時間である）。

## ソフトウェア
データは4ビット（1ニブル）単位で送信され、一定の振幅電圧を持つ変調信号の2つの立ち下がりエッジ（単一エッジ）間の間隔が評価される。SENTメッセージは32ビット長（8ニブル）で、次のコンポーネントで構成される。
- 24ビット（6ニブル）の信号データ（それぞれ3ニブル（圧力や温度など）の測定チャネル2個を表す）
- 4ビット（1ニブル）のCRCエラー検出用データ
- 4ビット（1ニブル）のステータス/通信情報

オプションで、データは次の20ビット（5ニブル）で構成されるメッセージで転送できる。
- 12ビット（3ニブル）測定データ
- 4ビット（1ニブル）CRCエラーチェックサム
- 4ビット（1ニブル）ステータス/通信フィールド

オプションの一時停止パルスを各メッセージの最後に含めて、一定のティック数にパディングすることができる。
下の画像は、上記のSENT信号を表す。この例では、メッセージの長さの変化を補正するために一時停止パルスが使用される。

## Slow Channel
上記のFast Channelセンサーデータ信号フレームに加えて、SENTは他の幅広い情報を伝送できるSlow Channelメッセージの同時送信も可能である。これらのメッセージは、ステータスニブルの最上位2ビットにエンコードされて、Fast Channelメッセージごとに1ビット程度、シリアルに送信される。診断情報を送信したり、温度などの変化の遅い追加のセンサーから値を報告したりするために使用される場合がある。
例：16ビットShort Serial Message Formatは16個のFast Channelメッセージ「フレーム」を介して16ビットのメッセージを送信する。メッセージは次のように構成される：4ビットのMessage ID、8ビットのデータ、4ビットCRCコード。Statusニブルのビット3（MSB）はメッセージの最初のフレームでは1、続く15フレームでは0でエンコードされる。次に、メッセージはStatusビット2でフレームごとに1ビット送信される。